# داني إيفانز (عارضة)
داني إيفانز (بالإنجليزية: Dani Evans)‏ هي عارضة أمريكية، ولدت في 7 يونيو 1985 في ليتل روك في الولايات المتحدة.

## روابط خارجية
- داني إيفانز على موقع دليل عارضات الأزياء (الإنجليزية)